# Trididemnum dispersum
Trididemnum dispersum är en sjöpungsart som först beskrevs av Sluiter 1909.  Trididemnum dispersum ingår i släktet Trididemnum och familjen Didemnidae. Inga underarter finns listade i Catalogue of Life.